# Euxoa claricostata
Euxoa claricostata är en fjärilsart som beskrevs av Corti. Euxoa claricostata ingår i släktet Euxoa och familjen nattflyn. Inga underarter finns listade i Catalogue of Life.